# Tramway de Cassel (Allemagne)
Pour les articles homonymes, voir Tramway de Cassel.
Le réseau de tramway de Cassel est une partie du réseau de transport public de Cassel, en Allemagne.

## Réseau actuel
Le réseau compte actuellement 7 lignes :
| 1 | Wilhelmshöhe (- Rolandstraße bei Fahrten nur bis Bf Wilhelmshöhe)– Bf Wilhelmshöhe – Wilhelmshöher Allee – Königsplatz - Holländische Straße (– Vellmar Nord in Bau)                       |
| 3 | Druseltal – Bf Wilhelmshöhe – Wilhelmshöher Allee – Königsplatz – Ihringshäuser Straße |
| 4 | Mattenberg – Helleböhn – Bf Wilhelmshöhe – Friedrich-Ebert-Straße – Königsplatz – Leipziger Straße – Kaufungen – Helsa – Hessisch Lichtenau                                                |
| 5 | Baunatal – / (VW-Werk Schleife –) Mattenberg – Auestadion – (Scheidemannplatz nur bei Fahrten bis Am Stern) – Königsplatz - Holländische Straße                                            |
| 6 | Brückenhof – Auestadion – Königsplatz – Wolfsanger |
| 7 | (Baunatal - Mattenberg –) / (Rolandstraße nur bei Fahrten bis Bf Wilhelmshöhe) - Bf Wilhelmshöhe – Goethestraße – Lutherplatz – (5/7 Königsplatz) – Klinikum Kassel – Ihringshäuser Straße |
| 8 | Hessenschanze – Friedrich-Ebert-Straße – Königsplatz – Leipziger Platz – Kaufungen Papierfabrik                                                                                            |